# تشتيشم (كامبريدجشير)
تشتيشم (بالإنجليزية: Chettisham)‏ هي قرية تقع في المملكة المتحدة في إنجلترا.